# Explétif
 (octobre 2015).
Si vous disposez d'ouvrages ou d'articles de référence ou si vous connaissez des sites web de qualité traitant du thème abordé ici, merci de compléter l'article en donnant les références utiles à sa vérifiabilité et en les liant à la section « Notes et références ».
 (novembre 2018)).
En linguistique, on qualifie d’explétifs les mots qui, dans certains de leurs emplois, n'ont ou ne semblent avoir aucun rôle grammatical dans l'énoncé où ils apparaissent. Certains explétifs jouent un rôle dans la syntaxe de la phrase et, à ce titre, ils appartiennent à la grammaire de la langue. Étymologiquement, « explétif » vient du bas latin grammatical (conjunctio) expletiva, formé sur le supin expletivum de explere, « remplir ». Ils peuvent aussi exprimer une idée de satisfaction ou de contentement. Il est donc hasardeux de dire qu’ils sont inefficaces, parasites, voire inutiles. Ils font avant tout partie du génie d’une langue et l’usage les a conservés. Ils apportent en pratique une grande commodité à l’expression, avec des nuances plus ou moins marquées mais indéniables[Interprétation personnelle ?]. L’attribut d’« explétif » indique une catégorie indéfinissable plutôt qu’un rôle fondamentalement accessoire ou superflu.
L’explétif sera pris ici au sens large car certains mots qui ont par ailleurs un rôle bien défini servent parfois à dépanner une fonction particulière qui n’a pas trouvé d’autre élément.

## En français

### Explétifs d’euphonie
Voici des explétifs d'euphonie : 
« Il nous reste à trouver une solution, à moins qu[e l]’on accepte leur proposition. »
« Certaines sont tout[es] belles »
« Qu'y a-t-il ? »
« Tout » reste un adverbe et ne devient pas pour autant un adjectif.

#### «De», comme  «liant phonétique»
- Spécialement avec des mots courts en fin de proposition :

« Quelqu’un de  bien. »
« Ce maladroit de Frank ! »
- Dans la formule suivante, l'adjectif reste neutre car « rien » est sous-entendu : rien d'autre qu'un

« Il n'y avait plus rien d'ouvert à cette heure. »
 « Il n'y a d'ouvert qu'une seule boutique. »
- Mais il est plus élégant[Interprétation personnelle ?] de faire l'accord normal plutôt que de considérer "de + adjectif" comme une locution invariable :

« Il restait une boulangerie et une épicerie d'ouvertes. »
- La particule « de », qui ne fait pas partie du patronyme mais marque un titre nobiliaire, est normalement omise si elle ne suit pas immédiatement un titre :

« Le marquis de Sade passa une grande partie de son existence en prison. »
 « Sade est un auteur sulfureux. »
- Elle est conservée phonétiquement quand le nom commence par une voyelle franche et devient majuscule comme si elle faisait corps avec le nom.

« À l’époque où d’Argenson était aux Affaires étrangères... »
« D’Alembert s’associa à Diderot pour diriger l’Encyclopédie. »
- Avec  les tournures partitives avec « en... de... » :

« Sur les trente élèves, il n'y en eut que dix-huit de présents »
L'emploi est correct mais le « de »  ne s'impose pas et devient un explétif inutile et disgracieux[Interprétation personnelle ?] dans l'expression familière :
« On compta dix-huit élèves [d']absents. »
En revanche un énoncé  comme : « Il y allait de toute son ardeur » ; « Il y allait de son prestige. », tient plutôt d'un gallicisme: « y aller de »  (= entreprendre ou miser avec des risques).

### Explétifs d’insistance
- Certains emplois sont une marque déictique qui maintient le propos dans la subjectivité :

« Goûtez-moi  ça ! »   (raccourci équivalent à: « goûtez ça, ça me fera plaisir)
« Je m'en vais te le jeter dehors »  (raccourci pour prendre autrui à témoin)
« Prends-moi cet outil et viens m’aider. »
- D’autres apportent une nuance :

« Regarde un peu ce que tu as fait ! »
« Regarde un peu ce que j'ai fait !  »
On peut y voir ou bien une litote (premier cas) : un peu = attentivement ; ou bien une atténuation (second cas) : un peu = sans vouloir trop vous déranger.
« Prenez donc une chaise. »
Emploi seulement logique, puisque « donc » est généralement (c'est son rôle) un rappel d’une idée ou d'une situation sous-entendue : « Vous êtes là debout, ... ».
Classique adverbe d’appoint pour l’insistance :
« Voulez-vous bien vous taire ! »   (complètement, non à moitié)
Locution ancienne où « da » est un renforcement ancien du mot principal, qui, dans cet exemple, a été jugé d’émission trop brève pour être suffisamment « percutant » :[Interprétation personnelle ?]
« Oui-da »
- Le renforcement se retrouve dans certaines expressions courantes, données comme familières mais de plus en plus acceptées :

« Cette histoire est d'un comique ! »
 « Et la sienne de maison, elle est plus récente ? »
Cela paraît plus énergique que le simple constat [Interprétation personnelle ?]: « Cette histoire est comique. » Il n'est pas sûr qu'il faille la rapprocher de l'expression plus conventionnelle : « Cette pièce est d'un humour grinçant. » où « humour » indique la "matière" plutôt qu'il n'est directement un qualificatif.

### Semi-explétifs

#### La préposition «de»
Son emploi se concentre avec les expressions où il est nécessaire d’assurer la clarté :
- dans les phrases incluant un infinitif de narration (latinisme), pour le distinguer d’une proposition infinitive :

Il s’en alla passer sur le bord d’un étang.
Grenouilles aussitôt de sauter dans les ondes ;    [La Fontaine ; Le lièvre et les grenouilles]
- pour mieux isoler en début de phrase la proposition infinitive qui sera le sujet ou le complément du verbe principal:

« [D’]avoir à refaire tout ce chemin le désespérait. »
Cependant, l’apport de l’explétif n’est pas probant et on le considère habituellement comme appartenant au style soutenu. On peut aussi bien l’apparenter à une construction euphonique.
- pour mieux distinguer  « aucun » qui a le sens  semi-négatif de « pas un » et « aucun » dans les sens positif de « quelqu’un ». Mais cette dernière acception est méconnue et ne se rencontre guère qu’au pluriel chez quelques auteurs anciens et classiques.

« Aucun de vous n’a appris sa leçon. »
« Cette plaisanterie lui fut pardonnée mais d’aucuns lui en gardèrent rancune. »
- pour mieux distinguer les objets d’une comparaison qui s’annoncent d’abord comme des sujets potentiels:

« [De] Strasbourg ou [de] Bordeaux, laquelle de ces villes est la plus grande ? »

#### Le pronom et adverbe «y»
Le pronom « y » remplace la plupart des cas régime du pronom  « cela » : à cela, en cela, pour cela... et parfois un pronom personnel : lui, à lui, ... en genre et, plus rarement, en nombre. Mais il devient explétif dans des formules verbales très usuelles qui se sont transformées en gallicismes (où le verbe a pris un sens absolu) : 
« s’y connaître » pour « être expérimenté dans un domaine »

#### La préposition «à, aux»
La langue n'a pas de difficulté à dire :
Faites passer les enfants par le pont.
- Mais elle a besoin d'un explétif avec le verbe « faire » ou « faire faire » quand l'infinitif a un complément d'objet direct, afin de bien distinguer le sujet du complément :

 Faites passer le pont aux enfants.  [Faites en sorte que les enfants passent le pont]
 Faites faire la sieste à cet enfant. [Faites en sorte que cet enfant fasse la sieste]
Par contre, il est moins sûr que l'exemple suivant doive suivre la même construction : « J'ai fait construire ma maison à un architecte. »
Une syntaxe correcte aimerait que l'on dise :[style à revoir]
```
: « 
J'ai fait construire ma maison 
par
 un architecte.
 »
```

- car, évidemment, dans ce cas précis, il s'agit d'un intermédiaire où l'on retrouve une expression issue du latinisme de raccourci : « Caesar pontem fecit », César fit [faire] un pont (on comprend qu'il ne l'a pas fait lui-même mais qu'il a ordonné de le faire. tandis que dans les exemples plus haut, on exhortait ou on amenait les enfants à l'action.

Un explétif peut être utilisé pour assouplir la syntaxe. Les exemples journalistiques sont fréquents : « Creusement d'un tunnel pour éviter aux eaux pluviales de polluer la Seine. »
- La construction classique voudrait : afin d'éviter que les eaux pluviales polluent.... Les « eaux » se retrouvent "dans la forme" complément indirect d'un verbe transitif. La construction "intuitive" donne : éviter eaux pluviales (de) polluer la Seine. Un autre arrangement syntaxique aurait pu être trouvé où le sujet pressenti serait cette fois le complément : pour éviter de polluer la Seine par les eaux pluviales.

#### Le pronom impersonnel  «il»
Il est employé à la place :
- d’un sujet, lui-même indéfini, acteur de verbes généralement « unipersonnels ».

« il pleut », « il neige »
car on ne sait pas trop ce qui provoque la pluie, la neige...[style à revoir]
« il y a », autre forme de « il est » (il était une fois). L’ancien français avait une tournure plus brève : « longtemz a » pour « il y a longtemps ».
- d’un sujet « virtuel », quand le verbe n’a pas de conjugaison à d’autres personnes. Ce type de verbe impersonnel  émane le plus souvent d’une idée morale : le bon, le mauvais, le devoir, l’obligation, la contingence, etc.

« Il faut, [il importe]  que nous corrigions notre conduite. ». Cette construction est courante en latin où le verbe n’existe qu’à la troisième personne du singulier: « oportet » (il importe), « decet » (ita nobis decet, c’est notre devoir), « licet » (il est permis), « libet » (il est bon, « [tibi] si libet » : s’il te plaît).
- d’un sujet, quand le verbe a un caractère passif :

« Il reste, [il manque] trois personnes à la maison. »
remplace  « trois personnes restent [manquent] à la maison. »
- d’un sujet, pour le rendre plus général ou plus moral, plus abstrait :

« Messieurs, il convient de conclure rapidement cette affaire. »
remplace ici : « Nous devons convenir de conclure [d’avoir à conclure] rapidement cette affaire. ». Cela prend le sens nuancé de « il nous serait convenable de ».
- d’un pronom, qui est le substitut d’une proposition complétive (en place de ceci, cela, etc.) :

« Il leur était indifférent qu’ils soient en retard. »
car c’est « le fait d’être en retard » qui leur était indifférent.
« Il semble qu’il est bien fatigué. »
remplace « il semble bien fatigué... » par le fait « qu’il est fatigué » qui apparaît aux yeux de tous.

#### La semi-négation «ne»
Grammaticalement, l’adverbe « ne » ne suffit pas pour signifier une négation, puisqu'en français moderne, il est l’un des termes associés (le premier qui soit énoncé) dans la structure corrélative : ne... pas, ne... point, etc. Cependant, s’il peut, en certains cas, être absent au profit du seul « pas » ou « point », il est rarement employé seul en vue d’une négation, contrairement à  « pas ». Il persiste cependant :
- Dans d’anciennes formules probablement elliptiques – « rien » (neutre) semble fréquemment sous-entendu-- et conservées telles quelles :

« Il n’empêche que... » (rien n’empêche)
« Qu’à cela ne tienne... » (que rien ne tienne à cela)
« À Dieu ne plaise... » (que rien [de cela] ne plaise à Dieu)
« Il n’en a cure. »
Ces locutions sont construites principalement avec des verbes utilisés en mode « impersonnel », dans un sens absolu.
- Avec des verbes courts (souvent limités à 2 syllabes) et généralement suivis d’une infinitive :

« Je n’ose y penser »
« Je ne puis le faire »
« Je ne saurais vous le dire »
Ce qui semble apporter, par une sorte d’allégement de la négation, une connotation, selon le sens du verbe, d’appréhension, de résignation, de doute, etc.
- Dans des constructions hypothétiques, où on ressent, alors que l’emploi en solitaire de la semi-négation n’est pas syntaxiquement obligatoire, une nuance d’hésitation ou de réticence :

« nul doute qu’il ne s’en rendit compte »
« si je ne m’abuse... » … bien qu’ici, on ne sache pas toujours expressément si ce verbe est au subjonctif ou à l’indicatif. Voir plus loin : le mode hypothétique avec « que ».
On remarque des constructions régulières où les deux marques de la négation sont éloignées l’une de l’autre :
« Ce ne sera le cas pour aucune des personnes présentes. »
- Dans des constructions comparatives : le second élément de la structure accepte facilement le « ne » sans effet de négation :

« Il a travaillé aujourd’hui plus longtemps qu’il n’a coutume de le faire. ».
Cet ajout d’explétif est constaté habituellement dans le style littéraire et se perd dans le langage parlé. Mais on ignore l’exacte justification de cet usage. On avance parfois que la seconde proposition est une négation amorcée de la première.
Mais on peut admettre parfois qu'il y ait des mots sous-entendus, comme dans la phrase suivante (Joseph de Maistre) :
« Je n'ai rien pensé que vous ne l'ayez écrit, je n'ai rien écrit que vous ne l'ayez pensé. »
qui pourrait s'écrire : Je n'ai rien pensé d'autre que vous n'ayez pas déjà écrit,  je n'ai rien écrit d'autre que vous n'ayez pas pensé avant.
- Dans les subordonnées subjonctives non négatives, régies par un verbe principal lui-même positif, et  exprimant la crainte, la peur, l’empêchement, la précaution :

« Je crains que, malgré ses grandes qualités, il n’échoue dans cette entreprise difficile. »
« Fermez la porte afin d'éviter qu'elle ne claque. »
Normalement, le sens doit affecter un fait qui n’est encore effectivement arrivé ou connu, sinon la crainte n’est plus justifiée. On a donné de cette  construction  des explications, plus ou moins embarrassées, plus ou moins pertinentes. Il est possible, comme on en avance souvent l’hypothèse, que l’on souhaite inconsciemment ou par réflexe, l’effet contraire : « je ne souhaite pas qu’il échoue, ou qu’il tombe... ». Mais l’emploi sur cette intuition reste très délicat.
- Plus consistante alors est la thèse d'une correspondance à une pratique du latin, qui est la langue mère du français. Cette langue ancienne employait, en effet, une telle construction, grammaticalement régulière, avec la catégorie des verbes de crainte :

« timeo ne veniat »
« je crains qu’il ne vienne »
« cave ne cadat »
« prends garde qu’il ne tombe »
Ce qui n’empêche pas, surtout à l’oral, d'entendre cette semi-négation mal employée, par attraction certaine, avec des faits anciens ou connus, ou même avec d’autres catégories de verbes. Demeure donc la difficulté de l’emploi judicieux (et restrictif) de la semi-négation « ne ».
- Si les locutions « de peur que », « de crainte que » suivent logiquement ce principe, il est aujourd’hui recommandé par les manuels de bon usage, de ne pas l’utiliser dans certaines subordonnées telles celles construites avec « avant que ». Si la plupart du temps, on a raison de suivre cette recommandation, on peut obéir tout aussi bien dans les cas qui le demandent   au « réflexe d’appréhension » qui ne vient d'ailleurs pas alourdir l’expression :

« Nous aurons tout remis en ordre avant que le maître revienne. »  (l’assurance bannit la crainte)
« Les assiégés se hâtent de renforcer les barricades avant que l’ennemi ne revienne à l’attaque. »  (la hâte trahit la crainte)
- Une autre locution à caractère hypothétique soulève le débat : « à moins que ». Les grammaires actuelles y soulignent la présence épisodique de l’adverbe explétif « ne » et s’accordent à voir l’effet d’une hypothèse avancée qui vient contrarier la première énoncée.

« Vous partirez ensemble, à moins qu’il ne soit en retard. ».
On peut y reconnaître naturellement le « symptôme d’appréhension ».
Mais, d’un autre côté, cette locution peut être ambiguë : elle joue non seulement, comme on l’a vu, le rôle d’une supposition inquiétante (où la négation est neutralisée), mais aussi d’une condition restrictive où la négation s’applique entièrement.
« Vous avez votre temps de récréation dans 5 minutes, vous pourrez sortir à moins que vous n’ayez fini les exercices. »
On peut ici, sans torsion grammaticale et en éliminant toute obscurité, employer plus clairement la négation complète « à moins que vous n'ayez pas fini ». Ce qui vient renforcer la thèse du rôle essentiel que tient le sens général donnée à la phrase plutôt que d’une simple habitude d’écriture.
- Autre locution sujette à recevoir la semi-négation : « sans que » qui semble prendre les mêmes dispositions que la précédente. Les manuels de bon usage à la presque unanimité recommandent aujourd’hui de délaisser l’explétif qui ne s’avère pas indispensable.

« Nous sommes arrivés sans qu’ils s’en soient aperçu. »
- Mais nous remarquons encore dans les constructions suivantes où on ne l’attend guère, la nuance intéressante d’« appréhension » :

« Il suffit de très peu de chose pour que cela ne se transforme en désastre. »
« Il ne peut écrire deux lignes sans qu’il ne fasse plusieurs fautes d’orthographe ! »
- Dans la première phrase, « pour que » n’est pas une finalité (afin que) mais une conséquence possible. Dans la dernière phrase, l’ambiguïté demeure car nous pouvons dire sans changer le sens : Il ne peut écrire deux lignes sans qu’il ne fasse pas plusieurs fautes d’orthographe !

#### La conjonction «que»
En considérant l’expression : « qu’à cela ne tienne... », nous constatons qu’elle a la particularité d’avoir l’explétif « que ». Celui-ci qui paraît excédentaire a pourtant un rôle important puisqu’on le retrouve principalement dans l’impératif et les subjonctifs hypothétique et optatif. Il permet, en effet, de distinguer encore l’un et l’autre mode qui pourraient, du seul fait de la langue, être confondus. En effet, les verbes du premier groupe, par exemple, ont à certaines personnes leurs présents indicatif et subjonctif identiques.

Le mode optatif:  
« Vienne, vienne la mort ! que la mort me délivre ! »    (André Chénier)
Cet exemple est des plus intéressants :  on y remarque que chaque hémistiche émet un souhait (optatif). Mais les deux verbes sont d’un groupe différent. Le verbe « délivrer » qui est du premier groupe a eu besoin de la conjonction que pour que le verbe « délivre » soit pris comme présent du subjonctif, tandis que le verbe « venir » n’a pas rencontré ce dilemme.
Le mode hypothétique:
« Vienne encore un procès, et je suis achevé. »    (Corneille, Le Menteur)
Voilà une supposition que traduit naturellement le mode subjonctif. Et on pourrait, surtout aujourd’hui où nous craignons l’utilisation de ce dernier mode, modifier le premier hémistiche pour obtenir : « s’il me venait encore un procès, je serais achevé ».
« Qu’à chacun Jupiter accorde sa requête,
« Nous lui romprons bientôt la tête. »         (La Fontaine)

Nous retrouvons ici la nécessité de la conjonction, avec un verbe du premier groupe, pour établir le subjonctif hypothétique : « si Jupiter accorde à chacun sa requête... »
- Nous devons, par conséquent, admettre que la conjonction « si » n’est pas forcément nécessaire pour émettre une hypothèse ; du moins, dans la mesure où le subjonctif est perçu directement. Pascal n’avait donc pas nécessairement besoin d’écrire :

« Le nez de Cléopâtre, s’il eût été plus court.... », mais il aurait pu être compris avec la forme :  « Le nez de Cléopâtre eût été plus court, eh bien, toute la face du monde aurait changé. »

Plus contemporain  (avec un conditionnel modal): 
Tu m’aurais fait faux bond, je ne te l’aurais pas pardonné. On retrouve une forme similaire sans if en anglais dans les constructions du type :  Should you  meet my aunt,... [Si jamais vous rencontrez ma tante...] ; Were he ten years younger,... [S’il avait dix ans de moins,...] ;  ‘’Had I known what was to come,... (Si  j’avais su ce qui allait arriver,...).
- Cas particuliers :

« Il n’est pas du tout venu hier, que je sache. »
Cette formule ancienne mais encore rencontrée, comporte également la conjonction que. Par son sens univoque, elle est évidemment elliptique et se met pour : « autant que je peux savoir » ou mieux : « si je suis bien informé ». Le « je peux savoir » remplaçant, pour le besoin de l’illustration, le subjonctif de probabilité « je sache ».
Dans le même ordre d'idées, la conjonction « que » sert aussi régulièrement de substitut à la conjonction « si » quand il s’agit de la répéter : « Si toutefois il venait ce soir et qu’il ne soit pas trop tard, nous mangerions ensemble. »
- Enfin, il existe encore de nos jours, dans  le langage populaire, un emploi de proposition indépendante commençant par « que ». Cette conjonction suppose parfois un verbe ou un adverbe sous-entendu, mais sert le plus souvent de liaison à des propos successifs ou à des appuis de conversation.

« Il a fait froid toute la semaine, avec beaucoup de pluie, qu’il a même neigé avant-hier ! »

#### Le pronom «se»
Il y a un cas où ce pronom réfléchi sert avec ambiguïté dans la construction s'être vu + infinitif puisqu'on le trouve couramment avec deux sens différents : « lui-même » et « à lui-même », selon que l'infinitif est transitif direct ou transitif indirect. Cependant le français exige que le sujet de la principale soit aussi celui de la subordonnée infinitive.
Il s'est vu décerner le premier prix.
La règle syntaxique voudrait que le sujet se soit décerné lui-même le prix. Il faut donc rétablir de soi pour trouver un sens cohérent. [Il s'est vu un prix décerné]

#### La conjonction «si»
Ce mot est assez complexe car sous le couvert de « conjonction » il remplit plusieurs fonctions et assure plusieurs sens. Il évoque tout de suite une condition et pourtant ce sera loin d'être toujours le cas. Il est dépendant du contexte et des temps et modes employés.
- conjonction d'introduction d’une interrogation en style indirect

C’est dans cette construction que si apparaît comme un véritable explétif  car il n’a pas de sens précis ni d’influence grammaticale :
Nous nous demandons si nous pourrons venir demain. [Nous nous demandons: pourrons-nous venir demain ? ]
Nous nous demandons si nous pourrions venir demain.

## En d'autres langues

### En anglais
En anglais, comme en français, le verbe a évolué dans le sens de la perte des désinences dans la parole, et aussi à l'écrit, dans une mesure plus importante qu'en français. Cela a rendu nécessaire dans cette langue aussi de combler la position du sujet par un mot à part dans le cas des verbes impersonnels également. Ce mot est le pronom personnel neutre de la troisième personne du singulier it ou l'adverbe there « là-bas » utilisé en tant que pronom :
- avec des verbes météorologiques : it was raining « il pleuvait », it snowed « il a neigé »[5] ;
- dans des constructions existentielles, avec le verbe be « être » occasionnellement impersonnel : There were many people at the club « Il y avait beaucoup de monde au club »[6].

It est aussi sujet explétif avec des verbes occasionnellement impersonnels qui régissent des une proposition subordonnée sujet : It became clear only later that he had no such intentions « Il est devenu clair seulement plus tard qu'il n'avait pas de telles intentions ».
De telles phrases peuvent être transformées en leurs synonymes syntaxiques sans explétif : It surprised Mary that the pig had been stolen « Cela a surpris Mary que le cochon ait été volé » → That the pig had been stolen surprised Mary « Que le cochon ait été volé a surpris Mary ».
Selon Crystal 2008, le verbe auxiliaire do aussi est un explétif obligatoire. Il exprime le nombre et le temps en phrase interrogative : do/did you know? « tu sais/savais ? », does he know? « il sait ? ».
De l'avis de Bussmann 1998, un exemple d'explétif facultatif est le pronom démonstratif that « cela » dans des phrases comme Helping her (that) can be difficult « L'aider, elle, (cela) peut être difficile ».

### En roumain
Le roumain utilise facultativement, comme le français, des pronoms personnels explétifs au datif appelé éthique, dans le registre familier :
- le pronom personnel de la première personne du singulier: Unde mi-ai fost? « Où tu es allé(e) ? » (littéralement « Où m'as été ? ») ;
- les pronoms de la première et de la deuxième personne du singulier ensemble : Când îl prindea, mi ți-l bătea zdravăn « Quand il l'attrapait, il me te le battait à platte couture »[9].

Les pronoms de la deuxième personne n'ont pas de datif éthique en roumain, en revanche, le pronom singulier peut être au nominatif éthique pour renforcer la négation dans une phrase nominale, ex. [...] nici tu sat, nici tu târg, nici tu nimica litt. « [...] ni tu village, ni tu foire, ni tu rien (Ion Creangă).
Selon Avram 1997, la négation explétive existe dans les phrases formellement négatives, mais en fait à sens positif. Dans certaines, le mot de négation nu peut être omis sans d'autres changements, par exemple dans certaines subordonnées de temps d'antériorité, ex. Pleacă până să (nu) se întunece! « Va-t'en avant que la nuit (ne) tombe ! » (la locution conjonctive se traduit littéralement « jusqu'à ce que »). D'autres constructions avec nu explétif ont des synonymes positifs proprement-dits, mais diffèrentes de celles avec nu explétif par plus d'expressivité dans :
- des phrases interrogatives rhétoriques : Cine nu-l cunoaște pe el? « Qui ne le connaît pas ? » (= Tout le monde le connaît) ;
- des formules de réponse affirmative : Cum (să) nu? « Mais comment donc ! » (litt. « Comment (que) non ? ») ;
- certaines phrases énonciatives exclamatives : Câte n-am pătimit eu! « Que de revers j'ai subi ! » (litt. « Combien n'ai subi moi ! »).

Le pronom personnel o « la » à valeur neutre est utilisé comme explétif en tant que complément d'objet direct formel de certains verbes :
- facultativement : A pornit-o spre casă « Il/Elle est parti(e) vers chez lui/elle » ;
- obligatoirement dans certaines expressions verbales figées comme a o lua razna « partir sans but ».

Selon Pană Dindelegan 2013, le pronom réfléchi se est explétif pour exprimer un sujet général, comme avec le pronom français on : Se aleargă dimineața « On court le matin ».
En roumain, le système des désinences verbales est en général suffisant pour exprimer le sujet. C'est un mot à part si seulement il faut le préciser ou quand, en tant que pronom personnel, on le met en relief, et les verbes impersonnels n'ont pas un tel sujet.